# Třída Uribe
Třída Uribe (jinak též třída Halcón) je třída oceánských hlídkových lodí mexického námořnictva.

## Stavba
Konstrukce plavidel třídy Uribe vychází z typu Halcón/B-120 španělské loděnice Empresa Nacional Bazán. Celkem bylo španělskou loděnicí E. N. Bazán (nyní Navantia) v San Fernandu postaveno šest hlídkových lodí.
Jednotky třídy Uribe:
| Jméno                            | Spuštěna | Vstup do služby | Poznámka |
| -------------------------------- | -------- | --------------- | -------- |
| Virgilio Uribe (P 121)           | 1981     | 10. září 1982   | aktivní  |
| José Azueta (P 122)              | 1982     | 15. října 1982  | aktivní  |
| Pedro Sainz de Barbranda (P 123) | 1982     | 1982            | aktivní  |
| Carlos Castillio Bretón (P 124)  | 1982     | 9. června 1982  | aktivní  |
| Othón P. Blanco (P 125)          | 1982     | 24. února 1983  | aktivní  |
| Angel Ortiz Monasterio (P 126)   | 1982     | 24. března 1983 | aktivní  |

## Konstrukce
Navigační radar je typu Decca AC 1226. Výzbroj tvoří jeden 40mm kanón Bofors. Na zádi se nachází přistávací plocha pro vrtulník. Pohonný systém tvoří dva diesely MTU 20V 956 TB91 o celkovém výkonu 13 320 bhp. Lodní šrouby jsou dva. Nejvyšší rychlost dosahuje 21 uzlů. Dosah je 5000 námořních mil při rychlosti 18 uzlů.